# Dirphia irregularis
Dirphia irregularis är en fjärilsart som beskrevs av Foetterle 1901. Dirphia irregularis ingår i släktet Dirphia och familjen påfågelsspinnare. Inga underarter finns listade i Catalogue of Life.